# مارکو هوفشنایدر
مارکو هوفشنایدر (انگلیسی: Marco Hofschneider؛ زادهٔ ۱۸ اکتبر ۱۹۶۹) یک هنرپیشه اهل آلمان است.
از فیلم‌ها یا برنامه‌های تلویزیونی که وی در آن نقش داشته‌است می‌توان به اروپا اروپا، لوتر، معشوق جاودان و جزیره دکتر مورو اشاره کرد.